# Aldona av Litauen
Aldona av Litauen, senare kallad Ona eller Anna, född cirka 1309, död 26 maj 1339 i Kraków i Polen, var en drottning av Polen, gift med kung Kasimir III.

## Biografi
Aldona var dotter till storfurste Gediminas av Litauen och Jaunė. Litauen var vid denna tid hedniskt och Aldona växte upp som hedning.
Äktenskapet mellan Aldona och den jämnårige polske tronföljaren prins Kasimir arrangerades som en allians mellan Litauen och Polen mot Tyska orden. Alliansavtalet är inte fullständigt känt, men både länderna låg då i konflikt med Tyska orden: Litauen på grund av ett nytt kristningsförsök från Tyska ordens sida, och Polen på grund av en konflikt om Pommern. För att äktenskapet skulle kunna komma till stånd övergav Polen en annan tänkbar äktenskapsallians med Böhmen, och Litauen frigav 25 000 polska krigsfångar. De båda länderna invaderade gemensamt Brandenburg 1326. Alliansen bröts cirka 1330, men freden mellan Litauen och Polen varade fram till hennes död.
Vigseln ägde rum den 30 april eller den 26 oktober 1325. Aldona konverterade från hedendomen till kristendomen och lät döpa sig till Anna (eller Ona) inför bröllopet. Hennes make besteg Polens tron i mars 1333, och hon kröntes till drottning 25 april 1333. 
Aldona var drottning i sex år. Hon är känd för sin kärlek till musik. Hon förde med sig ett hov av musiker överallt under sina resor, och det har föreslagits att de cymbaler hon så gärna lyssnade på kan ha haft någon religiös betydelse i hennes ursprungliga hedniska litauiska religion. Hon fick två döttrar.
Aldona av Litauen avled hastigt och oväntat. 

### Fotnoter
1. ↑  Aldona Of Lithuania på findagrave.com